# Generador de pulsos
Un Generador de pulsos es un aparato que sirve para generar pulsos electromagnéticos que se encuentran cerca de una persona.
Los generadores de pulsos son herramientas diseñadas para producir un periodo de pulsos de igual amplitud. En ellos, la duración del tiempo de encendido puede ser independiente del tiempo entre pulsos. Sin embargo este periodo de pulsos tiene la propiedad de estar encendido el 50% del tiempo y apagado el otro 50%, a la onda se le llama onda cuadrada.
Se puede considerar que los generadores de onda cuadrada son una clase especial de generador de pulsos.
Un pulso es una señal que pasa de un nivel inicial a otro final en un intervalo finito de tiempo y luego retorna al nivel inicial en otro tiempo finito igual o distinto. Los principales parámetros que definen un pulso son:
·       Amplitud y polaridad.
·       El tiempo de subida, BD, (10-90% amplitud), en el flanco anterior, AE.
·       El tiempo de bajada, GI, (90-10% amplitud), en el flanco posterior, FJ.
·       El tiempo de duración, CH, (50% amplitud) o anchura del pulso.
·       Periodo del pulso, AA.
·       El retardo, respecto a una referencia, que es un tiempo desde está hasta C.
Las principales aplicaciones de los pulsos son:
·       Tiempo de conmutación.
·       Tiempo de propagación.
·       Tiempo de retardo.
·       Tiempo de recuperación.
·       Datos de respuesta en frecuencia.
Tipos de codificación:
Codificación NRZ (No Return Zero) 
Es una modulación en la que el valor del bit determina directamente el valor de la señal, existen dos tipos:
·       NRZ Unipolar
·       NRZ Bi-polar

## El circuito básico de un generador de pulsos.
Los generadores de pulsos dependen del almacenamiento de energía eléctrica ya sea en un campo electrostático o en un campo magnético, y la posterior descarga de una fracción o la totalidad de esta energía almacenada en la carga. 
Los dos categorías básicas en las que el mayor número de diseños de pulsadores lógicamente caída son (1) aquellos en los que sólo una pequeña fracción de la electricidad almacenada energía se descarga en la carga durante un pulso, y (2) aquellos en los que toda la energía almacenada se descarga durante cada pulso.
Los osciladores sinusoidales y los generadores de formas de onda no sinusoidales juegan un papel esencial
en diversos sistemas de instrumentación, medición, comunicación, control y otros sistemas electrónicos y, por lo tanto, la discusión de una serie de osciladores sinusoidales clásicos es un tema importante tratado en casi todos los textos y referencias estándar.
Sin embargo, durante las últimas cuatro décadas(2023), un gran número de circuitos y técnicas
han sido avanzados por varios investigadores para realizar osciladores sinusoidales,
usando una variedad de dispositivos activos y bloques de construcción de circuitos activos como bipolar
transistores, FET, amplificadores operacionales IC, amplificadores de transconductancia operacional (OTA),
transportadores de corriente (CC), amplificadores operacionales de retroalimentación de corriente (CFOA) y muchos otros.
La literatura del circuito analógico está inundada con una gran cantidad de artículos sobre osciladores y sus diversos aspectos. Al mismo tiempo, se ha realizado un gran esfuerzo en el análisis,
síntesis y diseño de osciladores junto con o el estudio de una variedad de
aspectos como la estabilización y el control de la amplitud, el fenómeno de puesta en marcha, así como
una serie de cuestiones importantes relacionadas con el rendimiento, como la estabilidad de amplitud, la estabilidad de frecuencia, la inestabilidad, el ruido de fase, etc. Mientras varios autores se han concentrado en desarrollar métodos sistemáticos para realizar
osciladores sinusoidales, varios investigadores también han trabajado en la evolución del diseño
estrategias o métodos para mejorar el rendimiento práctico de los osciladores RC-activos
{Control de autoridades}}